# 四川爬岩鳅
四川爬岩鳅（学名：Beaufortia szechuanensis）为平鳍鳅科爬岩鳅属的鱼类，是中国的特有物种。分布于长江上游等。该物种的模式产地在四川乐山。
其种加词“szechuanensis”意为“四川的”。